# Medea (Glover)
Medea è una tragedia scritta nel 1763 da Richard Glover, basata sulla figura mitologica di Medea.

## Analisi
Si tratta di un adattamento della tragedia classica di Euripide nella versione di Seneca rispetto ai gusti del pubblico inglese del XVIII secolo, che amava trame drammatiche ed emotive incentrate su figure femminili idealizzate, tormentate ma virtuose.
Diversi autori si cimentarono nella rielaborazione del tema, modificando od omettendo elementi dell'opera originaria, per esempio il volontario omicidio dei figli, che non sarebbero stati accettabili all'epoca.
Nella Medea di Glover l'infanticidio non è più un'azione deliberata, bensì è causato dalla pazzia.
Inoltre, Glover tese ad evidenziare il trionfo del male e per questo motivo pose questa entità in primo piano all'interno di tutta l'opera.